# Limoeiro do Norte
Limoeiro do Norte là một đô thị thuộc bang Ceará, Brasil. Đô thị này có diện tích 751,535 km², dân số năm 2007 là 52827 người, mật độ 70,29 người/km².